# Sikorsky-Boeing SB-1 Defiant
SB1 Defiant — Проект нового швидкісного багатоцільового гвинтокрила, що розробляється компаніями Boeing та Sikorsky aircraft. Гвинтокрил у майбутньому має замінити гелікоптери UH-60 Black Hawk, AH-64 Apache, CH-47 Chinook, та OH-58 Kiowa helicopters.

## Випробування
Під час льотного випробування 9 червня 2020 року демонстратор швидкісного гелікоптера SB1 Defiant, вперше розвинув швидкість понад 200 вузлів (370 км/год).
Зокрема SB-1 Defiant, що спільно розробляється компаніями Sikorsky та Boeing, розігнався до 205 вузлів (380 км/год)

## Технічні характеристики
Швидкість– 426 км/год.